# Muntanyes de Crimea

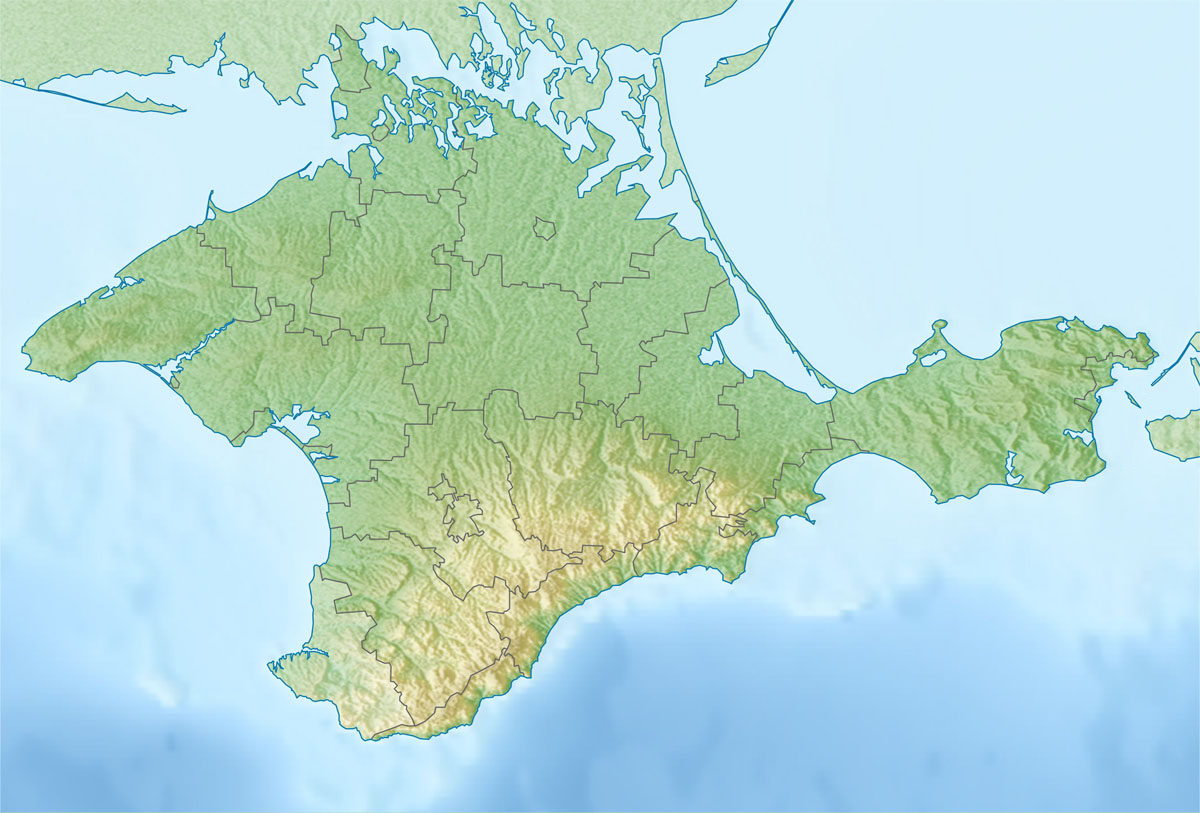
Mapa del relleu de Crimea amb les muntanyes al sud-est

Les Muntanyes de Crimea (ucraïnès: Кримські гори, Krymski hory; rus: Крымские горы, Krymskie gory; tàtar de Crimea: Qırım dağları) són unes serralades de muntanyes que discorren paral·leles a la costa sud-est de Crimea, entre uns 8–13 quilòmetres del mar. A l'oest aquestes muntanyes acaben abruptament a la mar Negra, i a l'est suament acaben en un paisatge d'estepa.
A les muntanyes de Crimea la pluviometria augmenta respecte la plana i es troba entre els 1.000 i 1.200 litres anuals.
Les muntanyes de Crimea consten de tres subserralades. La més alta és la serralada principal. La serralada principal es subdivideix en diversos massissos coneguts amb el nom tàtar de yayla que equival a prat alpí, són :
- Baydar Yayla
- Ay-Petri Yayla
- Yalta Yayla
- Nikita Yayla
- Hurzuf Yayla
- Babugan Yayla
- Chatyr-Dag Yayla
- Dologorukovskaya (Subatkan) Yayla
- Demirji Yayla
- Karabi Yayla

## Pics més alts
El pic més alt de Crimea és el Roman-Koix (ucraïnès: Роман-Кош; rus: Роман-Кош, tàtar de Crimea: Roman Qoş) a Babugan Yayla de 1,545 metres (5,069 ft). Altres pic importants de més de 1.200 metres inclouen:
- Demir-Kapu (ucraïnès: Демір-Капу, rus: Демир-Капу, tàtar de Crimea: Demir Qapı) 1,540 m a Babugan Yayla;
- Zeytin-Koix (ucraïnès: Зейтин-Кош; rus: Зейтин-Кош, tàtar de Crimea: Zeytün Qoş) 1,537 m a Babugan Yayla;
- Kemal-Egerek (ucraïnès: Кемаль-Егерек, rus: Кемаль-Эгерек, tàtar de Crimea: Kemal Egerek) 1,529 m a Babugan Yayla;
- Eklizi-Burun (ucraïnès: Еклізі-Бурун, rus: Эклизи-Бурун, tàtar de Crimea: Eklizi Burun) 1,527 m a Chatyrdag Yayla;
- Lapata (ucraïnès: Лапата; rus: Лапата, tàtar de Crimea: Lapata) 1,406 m a Yaltynska Yayla, Yalta Yaylası;
- Demirji del nord(ucraïnès: Північний Демірджі, rus: Северный Демирджи, tàtar de Crimea: Şimaliy Demirci) 1,356 m a Demirci Yayla;
- Ai-Petri (ucraïnès: Ай-Петрі, rus: Ай-Петри, tàtar de Crimea: Ay Petri) 1,234 m a Ay Petri Yaylası.

## Galeria

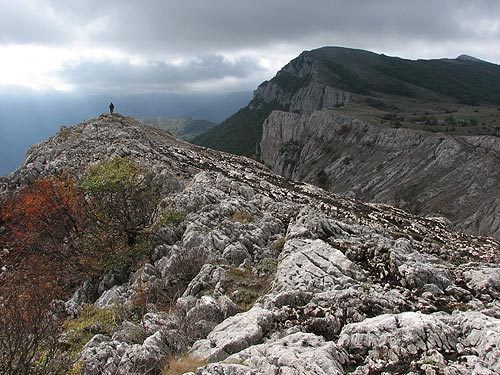
Karabi
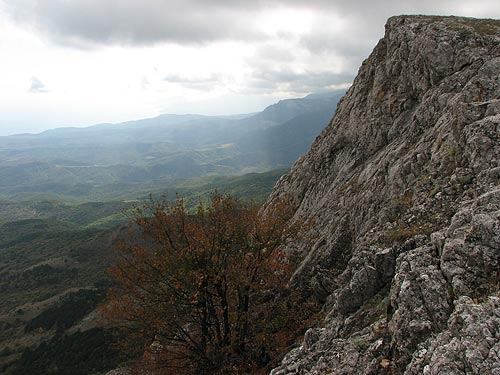
Karabi
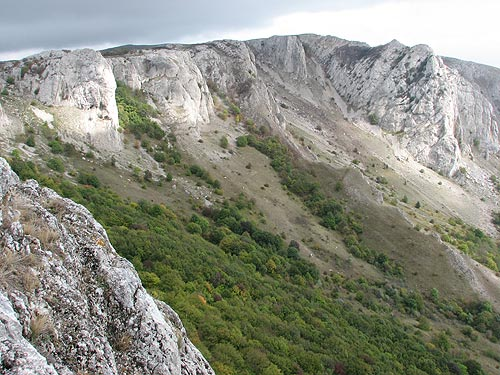
Karabi
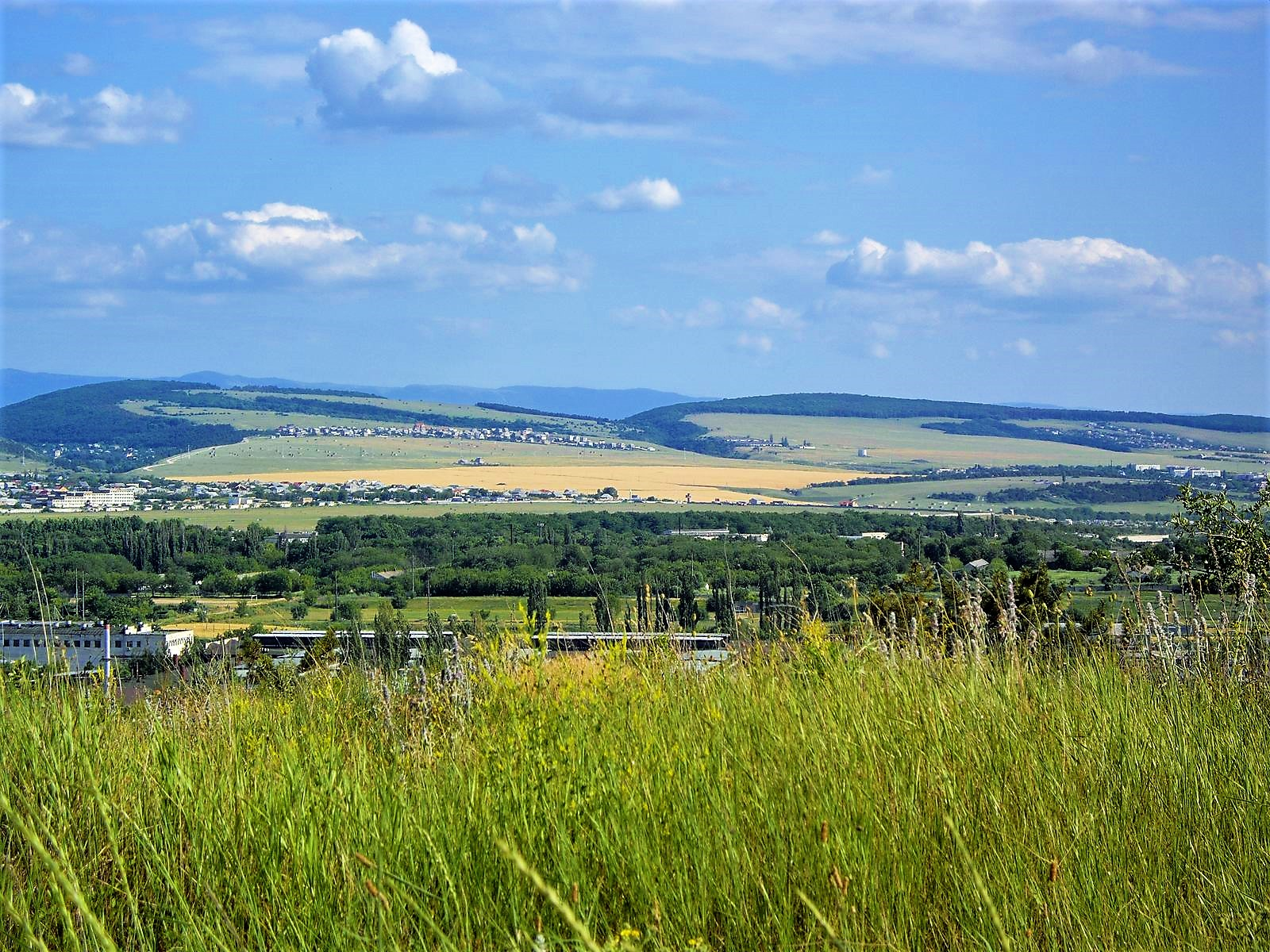
Muntanyes de Crimea